# Bufo pentoni
Bufo pentoni är en groddjursart som beskrevs av Anderson 1893. Bufo pentoni ingår i släktet Bufo och familjen paddor. IUCN kategoriserar arten globalt som livskraftig. Inga underarter finns listade.